# Ellen Haußdörfer

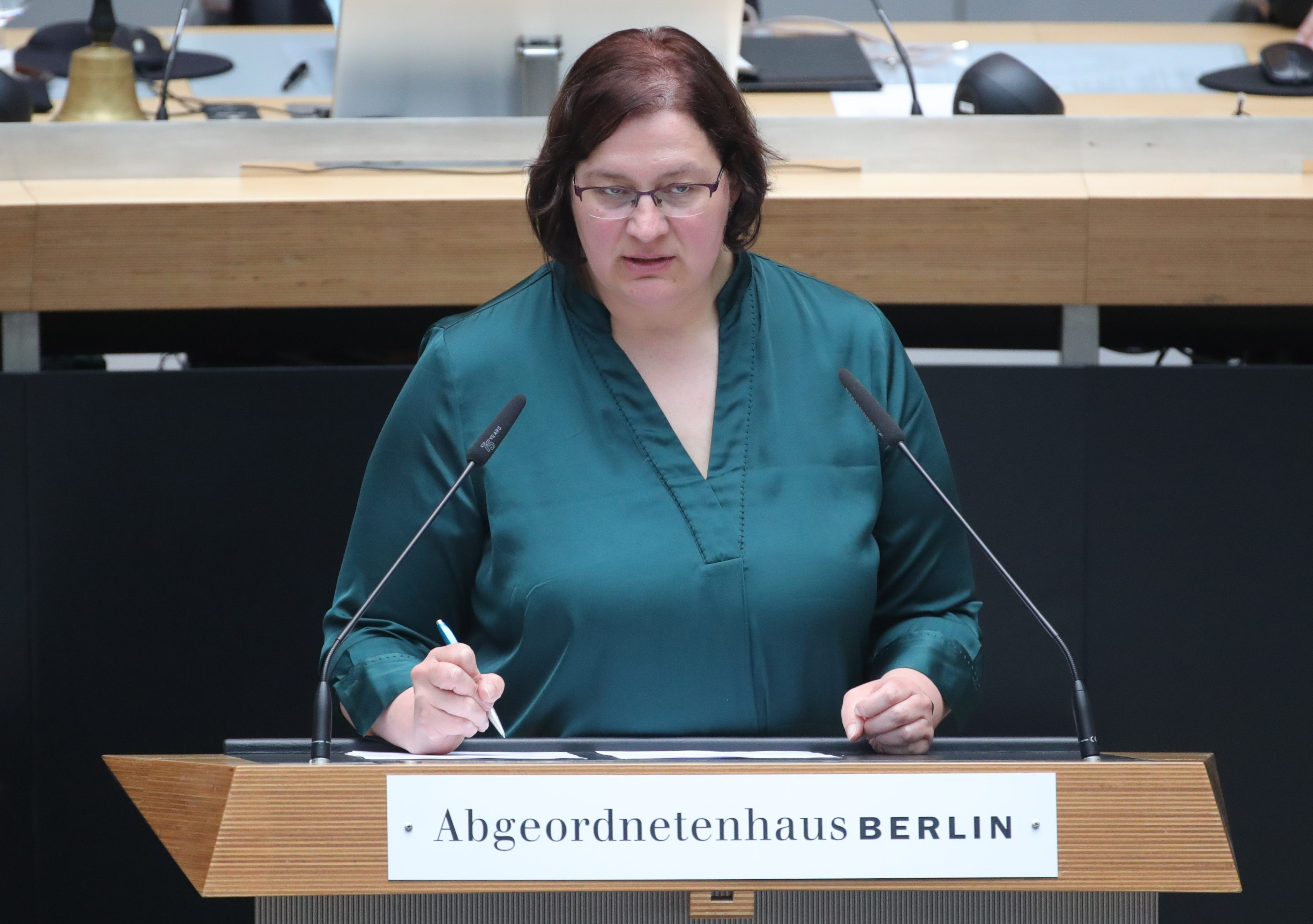
Ellen Haußdörfer (2023)

Ellen Haußdörfer (* 24. April 1980 in Cottbus) ist eine deutsche Politikerin (SPD). Seit April 2023 ist sie Staatssekretärin für Gesundheit und Pflege in der Berliner Senatsverwaltung für Wissenschaft, Gesundheit und Pflege. Sie war von 2006 bis 2016 und von 2021 bis 2023 Mitglied des Abgeordnetenhauses von Berlin.

## Leben
Ellen Haußdörfer machte ihr Abitur auf dem Humboldt-Gymnasium in Eichwalde. Im Wintersemester 2000 begann sie ein Lehramtsstudium (L4 Studienrat) in den Fächern Biologie und Geschichte an der Humboldt-Universität zu Berlin, welches sie 2008 mit dem 1. Staatsexamen vorläufig abschloss. Parallel dazu begann sie 2004 ein Doppelstudium, das sie 2009 mit dem B.A. (Bachelor of Arts) in Sozialwissenschaften abgeschlossen hat. Seit 2009 absolvierte sie einen Masterstudiengang in Public Health an der Berlin School of Public Health, welches sie 2011 beendete.
Seit Sommer 2001 arbeitet sie als Assistenz der Geschäftsführung bei der Deutsch-Britischen Gesellschaft e.V. Dort organisiert sie die alljährliche, im Sommer stattfindende Jung Königswinter Conference und betreut die gut 2000 Mitglieder der Arbeitskreise und Landesgruppen in ganz Deutschland.
Haußdörfer lebt mit Oliver Igel, dem Bezirksbürgermeister des Berliner Bezirks Treptow-Köpenick zusammen.

## Politik
Ellen Haußdörfer ist seit 2002 Mitglied der SPD. Sie war Vorsitzende der Jusos Treptow-Köpenick und von 2006 bis 2008 stellvertretende Juso-Landesvorsitzende in Berlin. Seit 2008 ist sie stellvertretende Kreisvorsitzende der SPD Treptow-Köpenick sowie Vorstandsmitglied in der Arbeitsgemeinschaft für Bildung und in der Arbeitsgemeinschaft Migration in Treptow-Köpenick. Des Weiteren ist sie stellvertretende Vorsitzende der SPD-Abteilung Altglienicke sowie stellvertretende Vorsitzende der AWO Treptow-Köpenick.
Zu den Bundestagswahlen 2005 wurde sie durch die SPD Treptow-Köpenick für die Berliner Bundestagsliste nominiert.
Bei den Berliner Wahlen 2006 gewann sie den Wahlkreis Treptow-Köpenick 3 (Adlershof und Altglienicke) mit 33,7 % der Erststimmen und zog in das Abgeordnetenhaus von Berlin ein.
Bei den Wahlen zum Berliner Abgeordnetenhaus im Jahr 2011 kandidierte sie erneut in diesem Wahlkreis und gleichzeitig als Spitzenkandidatin der Abgeordnetenhaus-Bezirksliste der SPD Treptow-Köpenick. Mit 34,3 % der Stimmen konnte sie ihr Direktmandat verteidigen.
Haußdörfer war stadtentwicklungspolitische Sprecherin ihrer Fraktion und Mitglied in den Ausschüssen „Stadtentwicklung und Umwelt“, „Bauen, Wohnen und Verkehr“ sowie „Gesundheit und Soziales“.
Bei der Wahl zum Abgeordnetenhaus von Berlin 2016 verlor Haußdörfer ihr Direktmandat an den AfD-Politiker Frank Scholtysek. Zur folgenden Wahl im Jahr 2021 trat sie erneut an und konnte das Direktmandat wieder erringen. Bei der Wiederholungswahl 2023 zog sie über die Bezirksliste der SPD Treptow-Köpenick in das Abgeordnetenhaus von Berlin ein.
Am 28. April 2023 wurde Haußdörfer unter Senatorin Ina Czyborra zur Staatssekretärin für Gesundheit und Pflege in der Senatsverwaltung für Wissenschaft, Gesundheit und Pflege ernannt und schied aus dem Abgeordnetenhaus aus. Für sie rückte Alexander Freier-Winterwerb ins Abgeordnetenhaus nach.

## Weitere Mitgliedschaften
Ellen Haußdörfer engagiert sich neben der SPD-Mitgliedschaft in folgenden Organisationen: Deutsch-Britische Gesellschaft e.V., Freunde der Staatsoper Berlin, Förderverein des Instituts für Geschichtswissenschaften an der HU Berlin, Sozialdemokratische Gemeinschaft für Kommunalpolitik (SGK), August-Bebel-Institut, Förderverein der Grundschule am Altglienicker Wasserturm, WISTA-Forum e. V., ViVer e. V., Adlershofer Bürgerverein Cöllnische Heide e. V., Heimatverein Köpenick.